# Jeździec srebrnej szabli
Jeździec srebrnej szabli / Rycerz srebrnej szabli (jap. 星銃士ビスマルク Seijūshi Bisumaruku; ang. Saber Rider and the Star Sheriffs) – amerykańsko-japoński serial anime wyprodukowany w latach 1987–1988 przez Studio Pierrot i World Events Productions w reżyserii Franklina Cofoda.

## Fabuła
Serial anime opowiada o nieustraszonej grupie Gwiezdnych Szeryfów, którzy walczą z bandą Przenikaczy i ich potężnym przywódcą – Nemesisem.

## Obsada (głosy)
- Rob Paulsen –
  - Jeździec srebrnej szabli,
  - Jesse Blue
- Pat Fraley – Fireball
- Pat Musick – April Eagle
- Townsend Coleman – Colt
- Peter Cullen –
  - Narrator,
  - Nemesis,
  - Ramrod
- B.J. Ward –
  - Emily Wyeth,
  - Sincia
- Cam Clarke – Philip
- Lennie Weinrib – Pułkownik Wyatt
- Neil Ross –
  - Buck,
  - Grimmer